# Ла Касона
«Ла Касона» (исп. La Casona) — это дворец, являющийся местом жительства президента Боливарианской Республики Венесуэла, а официальной резиденцией и рабочим местом президента является дворец Мирафлорес. Находится в западной части Каракаса, и граничит с парком генералиссимуса Франсиско де Миранды, известным также как Парк-дель-Эсте, на севере с проспектом Франциско Миранды, идущем на юг до авиабазы Ла Карлота.

## История
Дворец «Ла Касона» изначально в колониальные времена был фазендой «Ла Пастора», находящейся среди плантаций сахарного тростника. Дом принадлежал семье Брандт. Дворец был приобретён государством в 1964 году во времена президентства Рауля Леони. Затем он был восстановлен и расширен по проекту архитектора Андреса Энрике Бетанкура. При переделке оригинального дома в особняк в первую очередь учитывалось сохранение баланса между окружающей природой и самим зданием, в результате чего здание сохранило колониальный стиль, оригинальные колонны, дворики, перила и фонтаны.
По некоторым данным, во дворце проживает семья бывшего президента Уго Чавеса, умершего на посту в марте 2013 года.

## Залы

### Управление президента

#### Кабинет
Характеризуется теплотой и простотой обстановки, при этом в кабинете выделяется:
- Конный портрет Боливара, работы Альфредо Арайи Гомеса, подарок президента Чили.
- Резные столы и стулья из красного дерева в стиле испанского ренессанса.
- Христос работы Антонио Эрреры Торо.
- Лампы в стиле XVII века.
- Обширная библиотека, содержащая биографии Симона Боливара, выступления, указы и другие работы президентов во время их пребывания в должности.

#### Зал аудиенции
Оформлен в стиле XIV века, в натуральных цветах охры и золота, примечательными элементами зала являются резьба, росписи и часы высотой в 3 фута. Кроме того, здесь находится портрет Симона Боливара, работы Педро Сентено Валлениллы, а также работы художника Артуро Мичелены.

#### Кабинет министров
Зал Кабинета министров является местом встреч президента и правительства. В зале выделяется большой стол XVIII века во французском стиле с бронзовыми элементами.
Здесь находятся работы Тито Саласа, заказанные президентом Рафаэлем Кальдерой.

#### Зал Андреса Бельо
Используется для встреч, в центре стоит деревянный стол окружённый стульями. Здесь находится копия портрета Андреса Бельо, из Университета Чили.

#### Комната прислуги
Располагается у входа в президентскую канцелярию, и предназначена для расположения помощников президента. Здесь находится мебель из ореха в стиле Людовика XIV с инкрустацией времён Наполеона III.

### Кабинет первой леди
Расположен в самом сердце дворца и характеризуется ощущением покоя, рядом располагается зона ожидания с офисной мебелью и обстановкой в провансальском стиле.

### Залы приемов
Расположены параллельно коридору и являются частью оригинальной конструкции здания:

#### Симон Боливар
Гостиная Симона Боливара является наиболее важным залом дворца, и называется так, потому что здесь находится одно из самых важных художественных произведений страны — портрет Симона Боливара кисти Хуана Ловера. Кроме того, здесь находится большой ковер из Королевской шпалерной мануфактуры в Испании, мебель в стиле Людовика XVI и работа Камиля Писсарро.

#### Диана-охотница
Зал Дианы-охотницы отмечается большой энергией, которую передает великолепное произведение Артуро Мичелены «Диана-охотница», которое и дало имя залу. Здесь, также находится ковер, специально привезённый из Франции и мебель времён Наполеона III.

### Зал послов
Самый маленький зал обставлен мебелью времён Людовика XVI, здесь находится коллекция французских часов, сделанных в XIX веке, некоторые из них принадлежали Наполеону, который позже передал их своему брату Жерому Бонапарту, несколько картин, работы Эмилио Бодджо и Гектора Армандо Реверона Пеньяройала.

### Столовая
Служит местом встреч для гостей до проведения больших банкетов. Здесь стоит стол в стиле шератон, ваза Каподимонте и три работы Антонио Эрреры Торо. Столовая посуда из белого фарфора с золотом, столовое приборы из серебра с гравировкой английского герба.

### Часовня
Находится в конце главного коридора и является частью оригинальной конструкции старой фазенды. В святилище находится лампа XVIII века, две кушетки и документ, подписанный папой римским Иоанном Павлом II. В этой часовне каждое воскресенье проходят мессы, а также праздничные и религиозные церемонии.

### Приватная область
Располагается вокруг мраморного фонтана XIX века и состоит из небольшого офиса, шести небольших спален и основной, небольшой столовой для повседневного использования и конференц-зала

### Гостевая зона
В настоящее время состоит из двух спален, гостиной и библиотеки, содержащей обширную коллекцию книг лауреатов нобелевской премии по литературе, а также произведения Армандо Реверона.

### Зелёное пространство
Представляет собой сады, дворы и коридоры, которые соединяют большую часть дворца. Характеризуются разнообразием дикой фауны (ленивцы, попугаи, куропатки) и флоры (орхидеи, кустарники, кофе).